# Джессика Джонс
Джессика Кампбелл Джонс Кейдж (англ. Jessica Campbell Jones Cage), также известная под именами Сокровище (англ. Jewel), Воительница (англ. Knightress) и Женщина-силач (англ. Power Woman) — персонаж комиксов издательства Marvel Comics. Была создана Майклом Гайдосом и Брайаном Майклом Бендисом и впервые появилась в первом выпуске Alias, вышедшем в ноябре 2001 года.

## История публикаций
Джессика Джонс дебютировала в серии Alias импринта Marvel MAX, которая не имеет никакого отношения к одноимённому телесериалу. Персонаж и серия были созданы писателем Брайаном Майклом Бендисом и художником Майклом Гайдосом. В серии вышли 28 выпусков с 2001 по 2004 года, большинство обложек были нарисованы Дэвидом У. Маком. Джонс и другие персонажи из серии перешли в последующую серию, созданную Бендисом, The Pulse.
Джессика Джонс появилась как регулярный персонаж серии New Avengers (2010—2013) с первого выпуска (август 2010 г.) до выпуска № 34 (января 2013 г.).
В подкасте Marvel Comics Бендис выразил желание включить Джонс в параллельную вселенную Ultimate Marvel. В Ultimate Spider-Man № 106, она была показана в школе Питера Паркера.

## Биография

### Происхождение
Джессика Кампбелл была одинокой ученицей средней школы Мидтауна, которая находилась в тени своего одноклассника Питера Паркера и грезила о Человеке-факеле. Во время поездки в «Диснейуорлд» вместе с семьёй отец Джессики отвлёкся на ссору, происходившую на заднем сидении автомобиля между Джессикой и её братом, он потерял управление, и их машина столкнулась с армейским грузовиком, перевозившим неизвестный, возможно радиоактивный, материал. Во время аварии Джессика попала под воздействие этого материала. Её отец, мать и брат погибли, но Джессика пережила нанесённые повреждения, однако, в результате впала в кому на несколько месяцев. Во время столкновения Фантастической четвёрки с Галактусом за окнами её больницы Джессика пришла в себя. Её поместили в детский дом, откуда позже её забрала семья по фамилии Джонс, которую позже взяла себе Джессика.
Позже Джессика обнаружила, что воздействие тех веществ дало ей сверхчеловеческую силу, ограниченную неуязвимость и левитацию (которую она полностью не освоила во время её супергеройской карьеры). Джессика вновь пошла в школу Мидтауна, где она была подвергнута насмешкам со стороны одноклассников, особенно Флэша Томпсона. Питер Паркер (который в то время уже был Человеком-пауком) почувствовал в Джессике родственную душу, также потерявшую семью при трагических обстоятельствах. Джессика приняла его внимание, полагая, что он просто жалеет её. Позже она стала свидетелем борьбы между Человеком-пауком и Песочным человеком в её собственном классе. Это вдохновило её использовать свои способности для добрых дел.

### Карьера супергероини
Как Сокровище, Джонс была героиней-выскочкой с довольно небогатой карьерой, пока не попыталась остановить нарушение порядка в ресторане с участием давнего врага Сорвиголовы Зебедайи Киллгрейва, известного как Пурпурный человек. Киллгрейв использовал свою власть контроля над разумом, чтобы подчинить Джонс, психологически заставляя её помогать исполнению своих преступных схем. После восьми месяцев Джонс начала терять различие между его волей и своей собственной. В разгар истерики Пурпурный человек послал Джонс убить Сорвиголову, ошибочно направив её в Особняк Мстителей. Джонс напала на первого героя в красном костюме, кого увидела, это оказалась Алая ведьма. Контроль над разумом начал снижаться и Джонс пыталась бежать, но она была поймана и тяжело ранена Виженом (который тогда был мужем Алой ведьмы) и Железным человеком. Она спаслась из-за вмешательства Кэрол Денверс, которая знала её и отнесла в безопасное место.
После этого Джонс вновь находилась в коме в течение нескольких месяцев, под присмотром организации Щ.И.Т., она также проходит психотерапию Джин Грей, члена Людей Икс. В дополнение к оказанию помощи выведения её из комы, Джин помещает особую психологическую команду в подсознании Джонс, которая будет защищать её от дальнейшего контроля над разумом. В течение этого времени у Джонс появились романтические отношения с агентом Щ.И.Т. Клеем Квотермейном, который оказался ценным другом для неё в дальнейшей жизни.
Интенсивное нарушение характера, вызванное воздействием Киллгрейва, в сочетании с тем, что никто не заметил её отсутствия в течение восьми месяцев, вынудило деморализованную Джонс перестать быть костюмированной супергероиней. Джонс попыталась быть супергероем в последний раз, приняв более тёмную личность Воительницы. Перехватив встречу между суперзлодеем Филином и мафиози, она встретилась с супергероем Люком Кейджем. После победы над Филином и его головорезами Джонс и Кейдж сделали первый шаг на пути к прочной дружбе.

### Дальнейшая жизнь
Джессика Джонс, уже не супергероиня, открыла частное детективное агентство и искала клиентов с суперспособностями. Несмотря на своё желание оставить супергеройскую жизнь, она замечала за собой, что неоднократно желала вернуться к ней. Её давняя подруга Кэрол Денверс познакомила Джессику со Скоттом Лэнгом (вторым Человеком-муравьём), и они встречались в течение нескольких месяцев. Она также поддерживала дружбу с Люком Кейджем.
Киллгрейв, по-прежнему одержимый Джессикой, бежал из тюрьмы. Он попытался сломать её дух, внушая ей худший кошмар: открытие того, что Лэнг и Кейдж встречались с её подругой Денверс. На этот раз психическая защита Джин Грей позволила Джонс освободиться от его контроля, и она победила его.
Позже Кейдж и Джонс признались в своих чувствах друг к другу, и Джессика забеременела от Люка.
Джонс взяла отпуск от детективного бизнеса и устроилась на работу в издательство «Daily Bugle» как корреспондент и консультант по супергероическим вопросам, став главным героем комикса «Пульс». Беременная Джонс подверглась нападению Зелёного гоблина после того, как «Daily Bugle» сообщает, что он тайная личность промышленника Нормана Озборна. В ответ Кейдж окончательно разоблачает Озборна как Гоблина, и того сажают в тюрьму. Джонс прекращает работу в газете после того, как издатель Джей Джона Джеймсон использует прессу, чтобы посмеяться над Новыми Мстителями.
Джонс и Кейдж живут вместе, у них рождается дочь, которую они называют Даниэллой в честь лучшего друга Люка, Дэнни Рэнда (Железного кулака). Кейдж предлагает ей заключить брак, и Джонс соглашается, и они поженились в New Avengers Annual № 1.
Джонс появлялась в качестве второстепенного персонажа в Young Avengers пока серия не закончилась. Она возвращается в Avengers: The Children’s Crusade № 6, в котором вместе со Зверем и Соколиным глазом пыталась разрядить ситуацию между Мстителями и Людьми Икс, которые боролись за право наказать Алую Ведьму. Она помогает бороться с Доктором Думом и присутствует, когда Высота и Вижен убивают. Она была замечена обнимающейся с Халклингом в финальном выпуске, когда команда объявляется Капитаном Америка полноценными Мстителями.

### Гражданская война, Секретное вторжение, Тёмное правление
Во время глобального события комикса-кроссовера 2006—2007 годов «Гражданская война» Джонс и Кейдж отвергают предложение Железного человека и Мисс Марвел присоединиться к Закону о регистрации сверхлюдей. В рамках Новых Мстителей, Джонс переехала к Доктору Стрэнджу в Санктум Санкторум, но после атаки с участием демонического злодея Капюшона Джессика, отчаянно пытаясь защитить своего ребёнка, покинула Новых Мстителей и зарегистрировалась по Закону, закончив отношения с Люком Кейджем на некоторое время. Джонс, носящая костюм Сокровища, является одной из героев, которые возникают из разбившегося корабля Скруллов, хотя она позже открывается, что она была Скруллом. Реальная Джессика Джонс появляется в Secret Invasion № 7, в котором она присоединяется к борьбе героев против Скруллов и смогла воссоединиться со своим мужем. После капитуляции Скруллов Скрулл, выдававший себя за Джарвиса, исчезает с их дочерью, в результате чего Джессика приходит в отчаяние.
Джессика не знает, что Люк попросил Нормана Озборна оказать помощь в поисках Даниэллы. Озборн помог Люку вернуть дочь, и Люк дал ребёнка обратно Джессике. Человек-паук, будучи в составе Новых Мстителей, показал себя как Питер Паркер, в результате чего Джонс была шокирована, когда увидела, что её бывший одноклассник является Человеком-пауком. Затем она говорит Питеру, что была влюблена в него, но то, что Питер даже не мог вспомнить её имя, вспоминая её только как «Девочку-кому», расстроило Джессику. Позже она оказывает помощь Мстителям в спасении Клинта, после захвата Норманом Осборном. Джессика рассказывает, что была вдохновлена стать супергероиней после наблюдения ранней битвы между Человеком-пауком и Песочным человеком. Затем Питер пытается убедить Джессику вернуться к жизни супергероя, предполагая, что она могла бы обеспечить лучший пример для своей дочери, действую как герой, а не просто рассказывать дочери о прежней карьере.

### Эра героев, Могучие Мстители
В сюжетной линии 2010 «Эра Героев» Джессика вернулась к своей костюмированной личности Сокровища, став членом Новых Мстителей, когда команда была возобновлена в июне 2010 года Она и Люк начали искать няню, собеседуя различных персонажей Вселенной Marvel. В конечном счёте была выбрана Девушка-белка. В New Avengers № 8 Джессика взяла имя Женщина-силач в честь её мужа Силача (Люка Кейджа) и стала образцом для подражания для дочери. Однако после нескольких инцидентов, вращающихся вокруг Общества Туле, напавшего на Особняк Мстителей, и угрозы Нормана Озборна Джессика покинула команду и ушла в подполье, понимая, что оставаться в Особняке Мстителей слишком опасно для Даниэллы из-за многочисленных потенциальных угроз.

## Силы и способности
После контакта с экспериментальными химическими веществами и после того, как Джессика провела некоторое время в коме, у неё появились сверхчеловеческие способности. Она обладает сверхчеловеческой силой, её пределы не были должным образом определены, но она показала способность поднять двухтонный автомобиль полиции без видимых усилий. Её сила позволила ей поднять гигантского Голиафа и бросить его на короткое расстояние, сломать нос Атласу и оставить без сознания свою коллегу-супергероиню Джессику Дрю с одного удара в лицо.
Джессика также более устойчива к повреждениям, чем обычный человек. Находясь под прицелом, Джессика заявила, что выстрел только испортит её куртку, хотя позже призналась, что блефовала и не имела ни малейшего представления о том, была ли она на самом деле пуленепробиваемой. Позже она выдержала удар человека с гормоном роста мутации и отделалась лишь незначительными ушибами и разбитым носом, а также была в состоянии восстановиться после воздействия яда Джессики Дрю. Несмотря на это сопротивление, у Джессики были тяжёлые травмы, в том числе повреждение позвоночника и шеи, отслоение сетчатки и сломанный нос после нападения Вижена и Железного человека.
Джессика также может летать, она летала достаточно хорошо в ранние года, когда была супергероиней. Позже она призналась, что её способность летать не выродилась за то время, за которое она больше не являлась активным героем. С тех пор она показала улучшение способности летать после вступления в состав Новых Мстителей.
После её нахождения в руках Пурпурного человека Джессика получила степень псионической защиты от Джин Грей из Людей Икс. Эта пси-защита была достаточной, чтобы защитить Джессику от второго нападения Пурпурного человека.
В дополнение к её сверхчеловеческими способностями Джессика является опытным детективом и журналистом. Она также имеет базовую подготовку в рукопашном бою.

## Альтернативные версии

### Дом М
В серии-кроссовере House of M Джессика замужем за Скоттом Лэнгом, вторым Человеком-муравьём.

### Ultimate Marvel
Во вселенной Ultimate Marvel Джессика Джонс является одноклассницей Питера Паркера и Мэри Джейн Уотсон и исполнительным продюсером школьного телевизионного канала Мидтауна. Со временем Джессика начинает завидовать операторскому таланту Мэри Джейн. Её целью становится выявление личности Человека-паука, а под подозрение попадает Питер Паркер. После событий Ультиматума Джессика заявляет, что больше не хочет разоблачить Человека-паука, вместо этого желая сосредоточиться на его геройской деятельности.

## Появления вне комиксов

Кристен Риттер в роли Джессики Джонс в телесериале «Джессика Джонс».

### Телевидение
- В ноябре 2013 года телевизионный отдел Marvel Studios объявил о проекте четырёх тесно связанных между собой сериалов в рамках кинематографической вселенной Marvel. Право на их трансляцию досталось интернет-хостингу Netflix. Джессика Джонс стала главной героиней одного из четырёх сериалов. В декабре 2014 на роль Джессики Джонс была утверждена актриса Кристен Риттер, на должность шоураннера Мелисса Розенберг[26]. Сериал вышел в ноябре 2015 года. По сюжету Джессика работает частным детективом, разоблачая супругов в измене. Всё меняется, когда возвращается её старый враг — Киллгрейв, которого она считала погибшим.
- Джессика была косвенно упомянута Джой Митчем в восьмой серии первого сезона сериала «Железный Кулак»: — «Я уже давно наняла частного детектива. Она стоила каждого цента, когда была трезвой».
- В других сериалах героями являются Сорвиголова, Люк Кейдж и Железный кулак. Также впоследствии они встретились в сериале-кроссовере «Защитники». В нём Кристен Риттер вернулась к роли Джессики.
- В 2018 году вышел второй сезон сериала «Джессика Джонс». Кристен Риттер вернулась к заглавной роли, а одной из антагонистов стала выжившая мать героини, которую сыграла Джанет Мактир.
- В 2019 году вышел третий сезон сериала «Джессика Джонс», ставший последним, как в линейке о персонаже, так и в группе сериалов киновселенной Marvel, выходивших на Netflix.

### Видеоигры
- Джессика Джонс появляется в игре «Marvel Heroes», где является одним из членов Героев по найму, которых Люк Кейдж может вызвать в игру. А также доступна в качестве напарника.
- Джессика Джонс появляется в игре Lego Marvel’s Avengers
- Джессика Джонс является играбельным персонажем в игре Marvel Future Fight на Android и iOS